# Polaria polaris
Polaria polaris (Volodchenko, 1946) è un mollusco nudibranchio della famiglia Paracoryphellidae. È l'unica specie nota del genere Polaria.